# Guchen
Guchen è un comune francese di 382 abitanti situato nel dipartimento degli Alti Pirenei, nella regione dell'Occitania.

## Società

### Evoluzione demografica
Abitanti censiti